# Eemwijk (Voorburg)
Eemwijk is een buitenplaats in de Nederlandse plaats Voorburg, provincie Zuid-Holland. Het huis, de dienstwoning, oranjerie en toegangshek zijn een rijksmonument.

## Geschiedenis
In de 17e eeuw stond er een boerenhofstede op de plek van de huidige buitenplaats. Rond 1650 kocht jonkheer Willem van Nobelaer deze hofstede aan, die op dat moment bestond uit een bouwhuis met ruim twee morgen aan land. In 1692 werd de hofstede aangekocht door Diderik van Hogendorp.
In 1721 erfde Jannetje Parvé de hofstede. Zij liet het huis verbouwen en zorgde voor een nieuwe aanleg van de buitenplaats. Ook zou zij de buitenplaats de naam Eemwijk geven: Jannetje was namelijk ambachtsvrouwe van Eemnes-Binnen en Eemnes-Buiten. Haar erfgenamen verkochten Eemwijk in 1735 aan Jacobus van der Burgh, en zijn weduwe verkocht Eemwijk in 1737 aan Hendrik van Baerle.
In de 18e en 19e eeuw werd Eemwijk diverse keren verkocht, onder andere aan Johan Frederik baron van Friesheim (1739), Ysbrand de Kock (1808) en Frederik Adriaan Petrus baron Wittert van Hoogland (1885)

### Nieuwbouw
De Rotterdamse groentehandelaar Cornelis Blad – wiens inmakerij aan de overzijde van de Vliet stond – kocht Eemwijk in 1917. Hij liet het oude landhuis slopen en in 1918 een nieuw landhuis bouwen, ontworpen door architect Reinier Jacobus Hoogeveen. De tuin werd door Dirk Tersteeg ontworpen, inclusief de tuinmanswoning. Blad overleed in 1920, nog voordat het huis werd opgeleverd. Scheepsbouwer Bart Wilton werd nu de nieuwe eigenaar.
Tijdens de Tweede Wereldoorlog werd Eemwijk gebruikt door Seyss Inquart als Ortskommandatur.

### Na de Tweede Wereldoorlog
Eemwijk werd vanaf 1960 bewoond door E. Zanussi, de Italiaanse fabrikant van wasmachines. Hij zou de laatste reguliere bewoner van de buitenplaats zijn. In 1970 werd Eemwijk het kantoor van de Besturenraad Protestants Christelijk Onderwijs.
Skagen BV kocht Eemwijk in 2010. Het hoofdgebouw kwam in gebruik als kantoor, terwijl op het landgoed zelf enkele woningen werden gebouwd. Skagen restaureerde tevens de gehele buitenplaats.

## Beschrijving
Het landhuis is in 1918 in traditionalistische stijl gebouwd naar ontwerp van Reinier Jacobus Hoogeveen. Hoogeveen ontwierp ook de dienstwoning, oranjerie en het neobarokke toegangshek.
Het in baksteen en natuursteen opgetrokken huis heeft een verdieping en is deels onderkelderd. De achtergevel richt zich op de Vliet. Het interieur van het huis is onderdeel van het ontwerp en kenmerkt zich door het gebruik van ambachtelijk bewerkt hout en marmer. In het huis zijn 118 glas-in-lood-ramen van de Delftse glazenier Jan Schouten geplaatst.
Het clubhuisje dateert uit 1932 en is door Albert van Essen ontworpen in opdracht van Wilton.
Tuinarchitect Dirk Tersteeg ontwierp de tuin, maar van dit ontwerp is vrijwel niets bewaard gebleven.

## Afbeeldingen

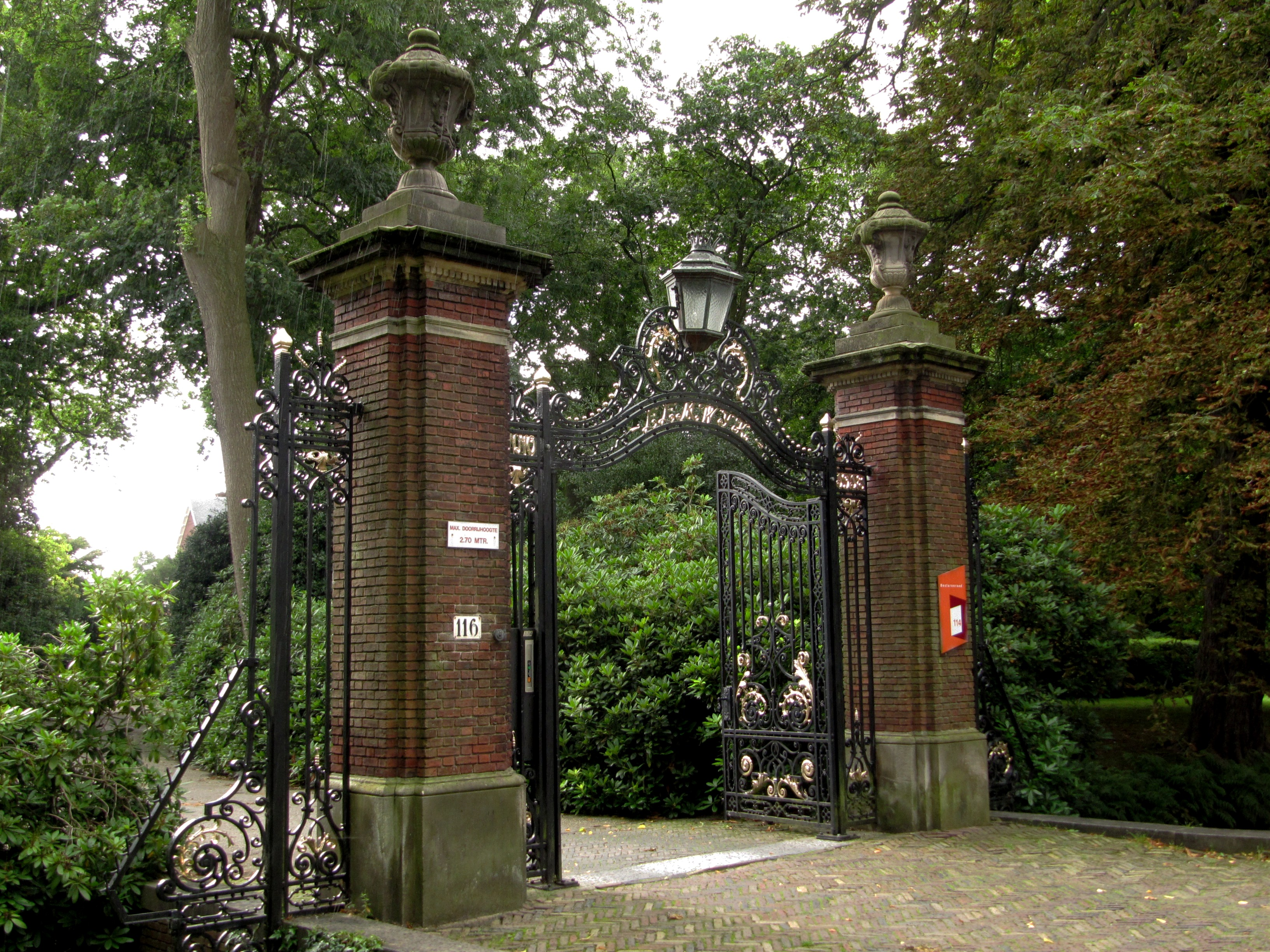
Toegangshek
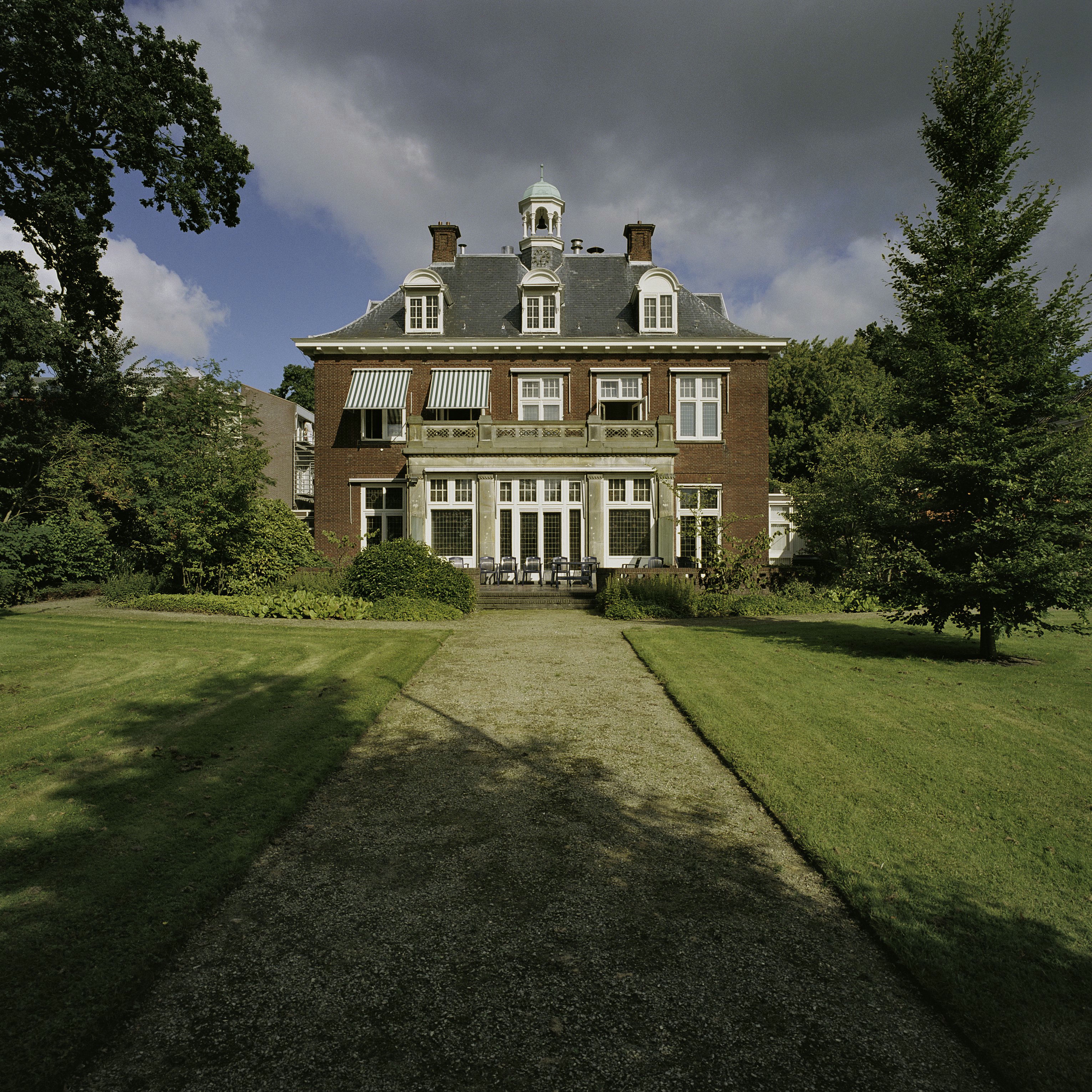
Achtergevel
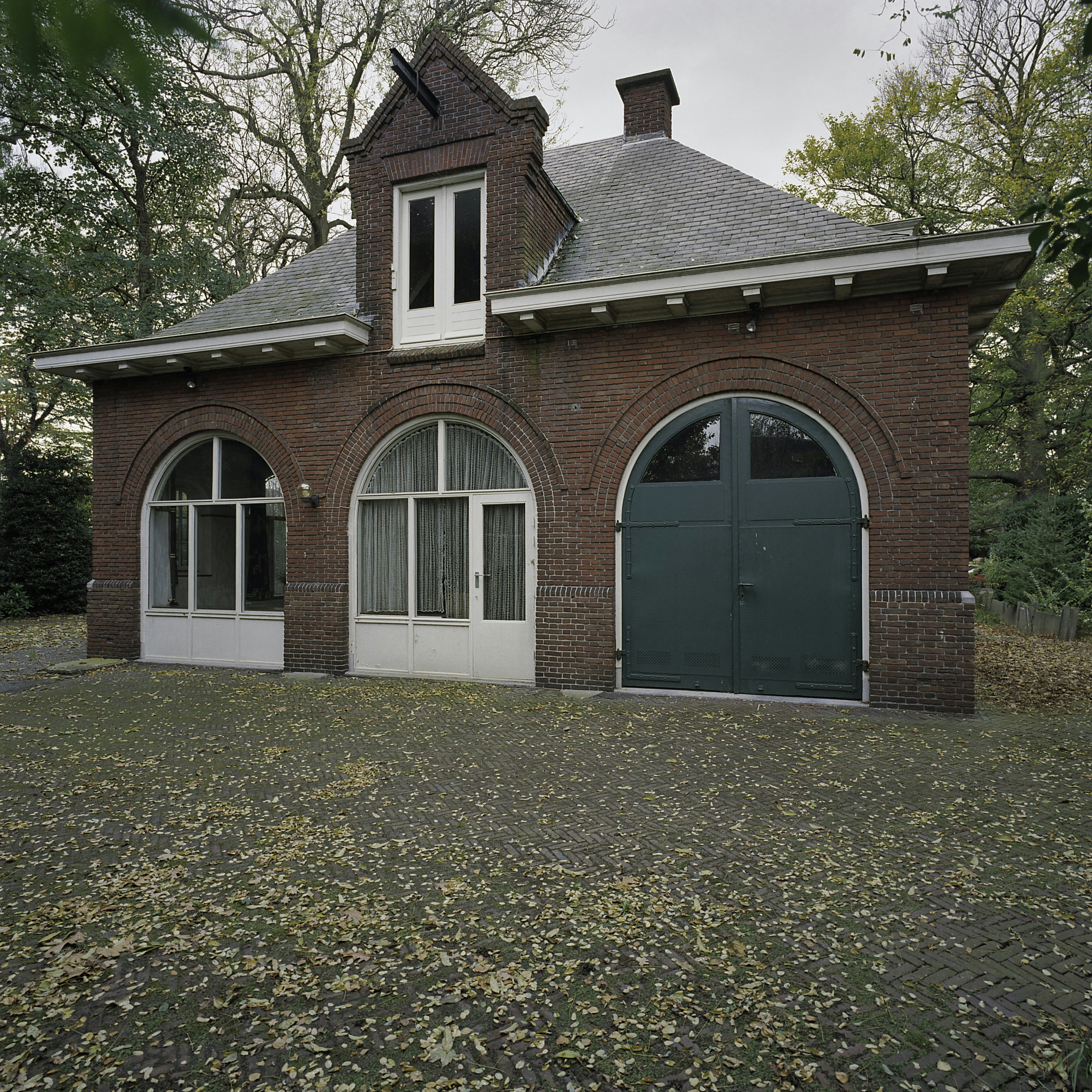
Koetshuis
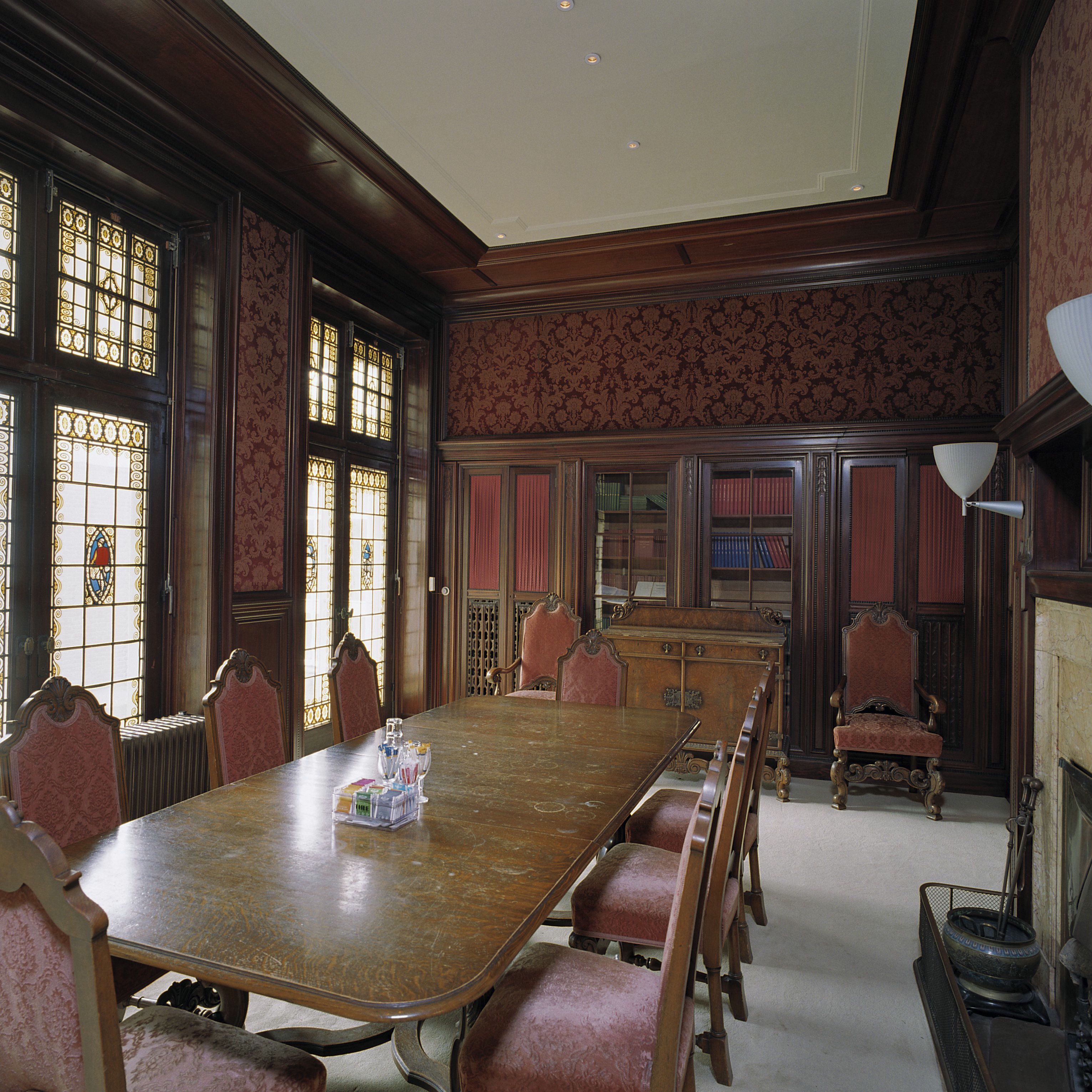
Kamer op de begane grond
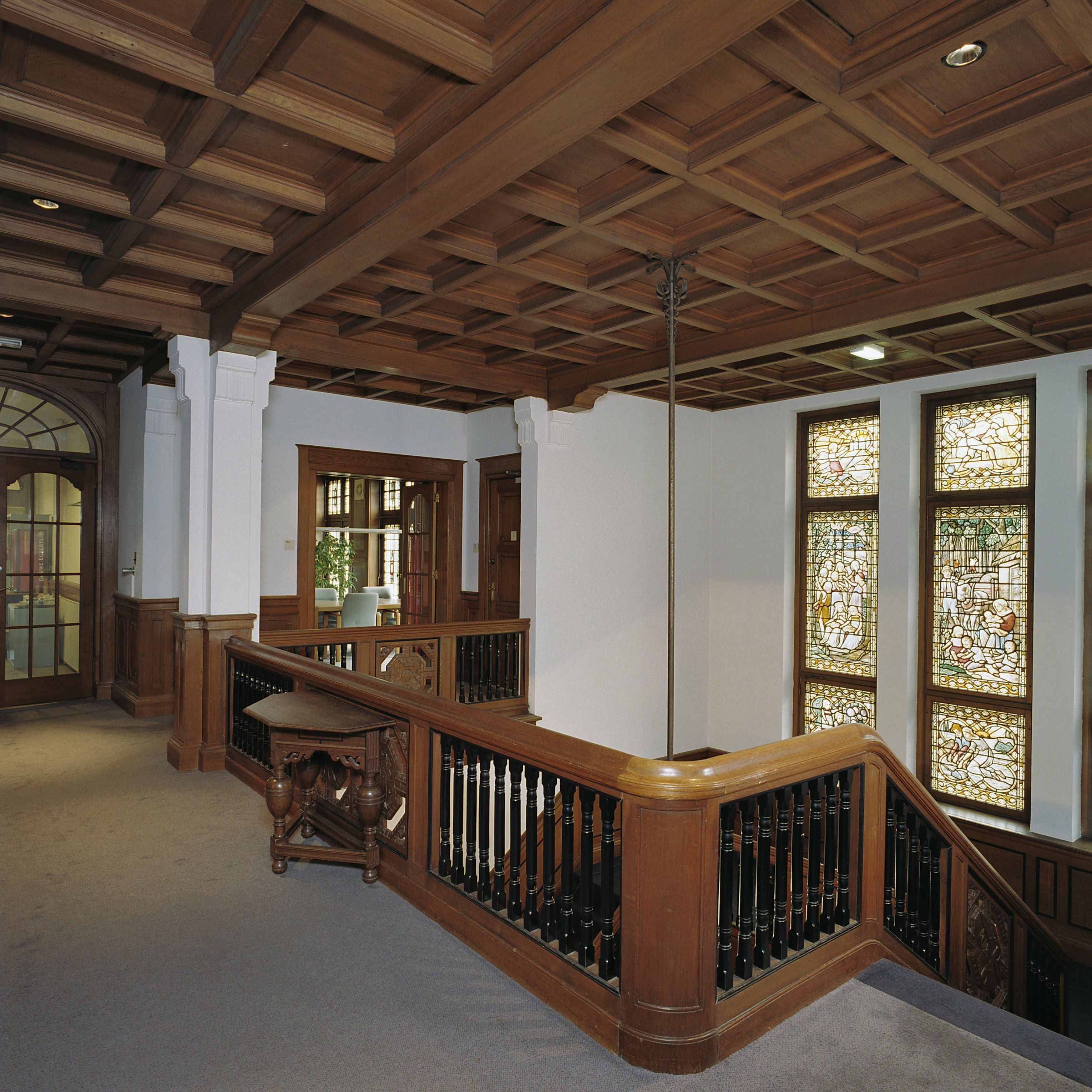
Trappenhuis
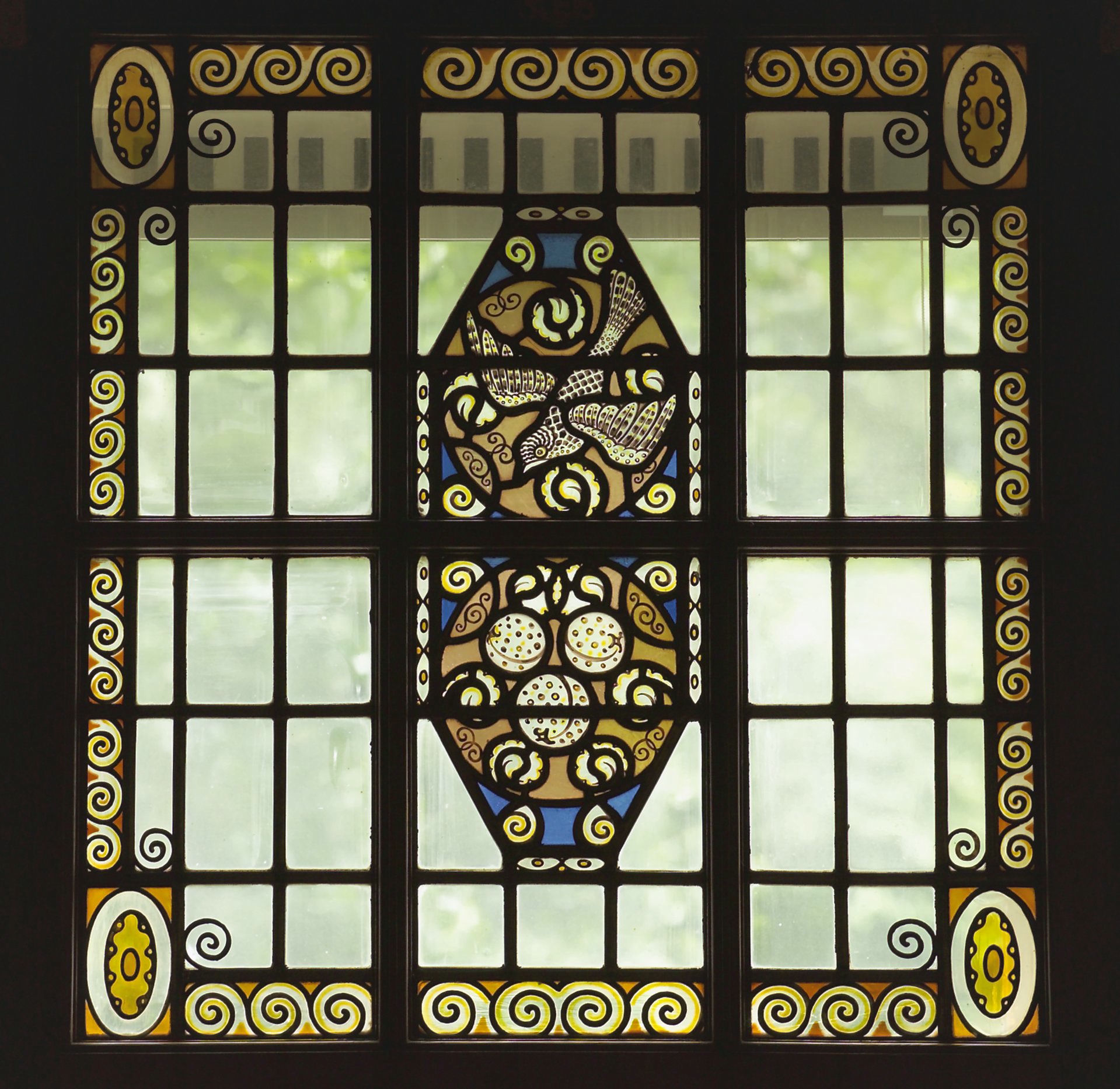
Raam op de begane grond
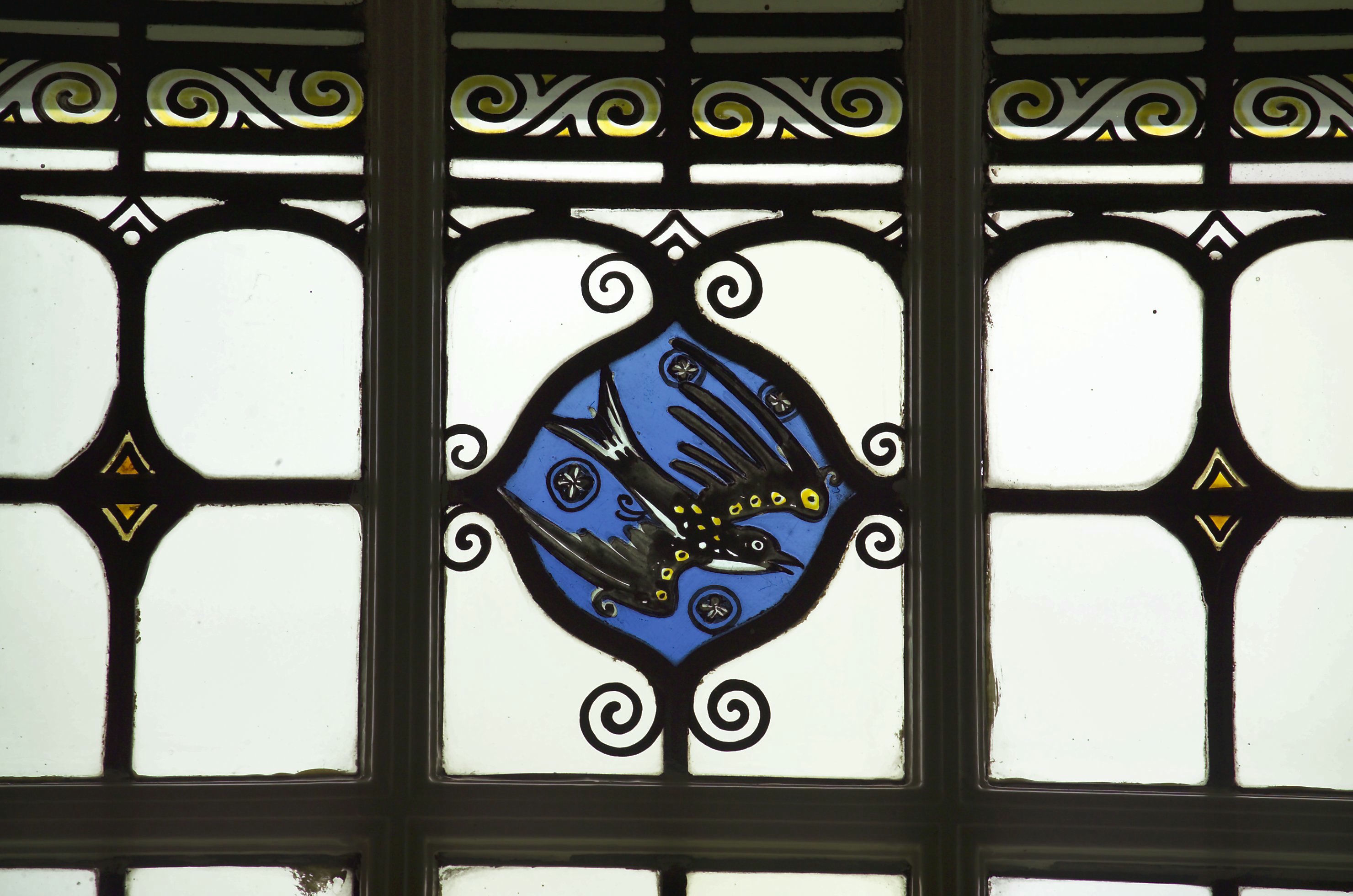
Raam op de eerste verdieping

Arentsburgh · Damsigt · Duivenstein · Eemwijk · Heeswijk · Hoekenburg · Hoekvliet · Hofwijck · In de Wereldt is veel Gevaer · Leeuwensteijn · De Loo · Middenburg · Middendorp · Noordervliet · Rusthof · Schoonoord · Sionslust · Vliet en Burgh · Vreugd en Rust · Vrijburg · De Werve